# Fly Girls
Fly Girls ist ein US-amerikanischer Pornofilm, der von Digital Playground produziert wurde. Regie führte Robby D. Der Film wurde im Jahr 2010 auf DVD und Blu-ray veröffentlicht. Der Film wurde kurz nach der Veröffentlichung des Pornofilms Flight Attendants des Filmstudios Adam & Eve veröffentlicht.

## Handlung
Der Pornofilmregisseur Manuel Ferrara und seine Assistentin Sasha Grey möchten an Bord eines Flugzeuges einen Reality-Pornofilm produzieren, dafür hat er einen Piloten dazu gebracht, an Bord seines Flugzeuges überall Kameras zu verstecken. Um den Plan zu realisieren, schmuggeln sich die Pornodarstellerinnen Jesse Jane, Katsuni und Jenna Haze als Stewardessen verkleidet an Bord eines Flugzeuges. Der Pornodarsteller Evan Stone übernimmt die Rolle des Copiloten. 
Dummerweise werden der Regisseur und seine Assistentin zusammen mit ein paar echten Stewardessen von dem Airport-Security-Beauftragten (Ben English) und einer Wache (Raven Alexis) an ihrem Vorhaben gehindert. Hierbei hinterfragt er die echten Stewardessen nach ihrem Einstieg ins Pornobusiness.
Die Darsteller werden schließlich mit einer echten Flugcrew verwechselt und sollen dort den Flug begleiten. Die ansonsten alte bekannte Erklärung zur Flugsicherheit wird von den falschen Stewardessen zur Stripshow umfunktioniert und der echte Pilot freundet sich schnell mit seinem neuen Copiloten an.
Nachdem einige Fluggäste sexuell befriedigt wurden, versuchen Jesse Jane und Riley Steele den echten Piloten auch zu verwöhnen, dabei fällt er in Ohnmacht. Währenddessen werden der Airport-Security-Beauftragte und die weibliche Wache von ihren verhörmüden Gefangenen vernascht. 
Im Tower des Landeflughafens macht sich der dortige Fluglotse einen netten Abend und kifft erstmal eine Runde. In der Not übernimmt der Hausmeister (Marco Banderas) die Aufgabe, das Flugzeug durch die Steuerung von Jesse Jane zu einer sicheren Landung zu bringen.

## Parodieelemente
Der Film ist eine Parodie auf die Pornoindustrie und den Film „Die unglaubliche Reise in einem verrückten Flugzeug“. Im Intro ist beispielsweise zu sehen, wie ein Nebendarsteller mit einer Maschinenpistole durch den Sicherheitscheck gewinkt und eine harmlose Frau später kontrolliert wird. Der rettende Engel, in Form eines mexikanischen Hausmeisters, ist eine weitere Parodie auf „Die unglaubliche Reise in einem verrückten Flugzeug“.
Auch der „Airport Security-Beauftragte“ und seine Wache ist ein Parodieelement, in dem auf die Pornoindustrie mit dem Klischee der Naturgeilheit angespielt wird.

## Auszeichnungen
- Nominiert für den AVN Award 2011 in der Kategorie "Best Comedy"